# Christiansborg Slotskirke
Christiansborg Slotskirke er kirken på Slotsholmen i København. Kirken hører til de dele af Christiansborg Slot, der står til rådighed for Kongehuset. Den anvendes til kirkelige ceremonier for kongefamiliens medlemmer, hovedsageligt dåb, konfirmation og castrum doloris. Desuden anvendes den af Folketinget til gudstjeneste ved Folketingets åbning.
Den oprindelige slotskirke blev bygget 1738-42 under opførelsen af det første Christiansborg Slot. Den gik tabt ved Christiansborgs brand i 1794. En stor del af ydermurene og skillevæggene overlevede branden og er genbrugt i den nuværende kirke.
I sin nuværende udformning blev slotskirken opført 1813-26 i klassicistisk stil af arkitekten C.F. Hansen. Den er det sidste, der er tilbage af det andet Christiansborg Slot; resten gik tabt ved branden i 1884.
Kirken brændte i 1992 efter at være ramt af en nødraket under karnevalet. Efter genopbygning og restaurering åbnede kirken i 1997.

## Slotskirkens historie
Alle de borge og slotte, der har ligget på det nuværende Christiansborgs plads, har haft et rum til afholdelse af kirkelige ceremonier for slottets beboere, og slotskirkens forhistorie rækker dermed mere end 800 år tilbage i tiden.

### Slotskirkens forgængere på Absalons borg og Københavns Slot
Allerede på Biskop Absalons borg har der sandsynligvis været et kapel. Ved udgravningen af borgen i 1907 fandt arkæologerne bygningsfragmenter af gnejs, granit og sandsten, der muligvis stammer fra borgens kapel, og i dag er udstillet i udgravningerne under Christiansborg.
Også på det næste Københavns Slot var der et gudshus, hvor der regelmæssigt blev holdt gudstjenester. De større kirkelige ceremonier som kroninger og kongelige bryllupper foregik dog som regel ikke her, men i Vor Frue Kirke.
Kong Christian 2. var særligt optaget af slotskirkens indretning og gennemførte en større ombygning af kirken. Som del heraf anskaffede han en fornem femfløjet sengotisk altertavle, fremstillet i Antwerpen omkring 1520.
I forbindelse med Kong Frederik 4.s ombygning af Københavns Slot 1720-29 blev slotskirken helt ombygget. Til den nye kirke blev der anskaffet nyt orgel, ny døbefont og en vældig barok marmoraltertavle. Christian 2.s gamle altertavle blev i 1728 skænket til Sortebrødre Kirke i Viborg, hvor den stadig står. Maleren Hendrik Krock udførte alterbilledet, der forestillede Kristi Himmelfart og loftsmaleriet, der forestillede Dommedag.
Den nye kirke var færdig i 1728. Allerede i 1731 blev den revet ned sammet med resten af Københavns Slot for at give plads for det første Christiansborg Slot. Interiøret blev fordelt til flere københavnske kirker, bl.a. den store marmoraltertavle, der blev overført til Helligåndskirken, hvor den stadig står.

### Det første Christiansborgs slotskirke
Det nye prægtige Christiansborg Slot, opført af den pietistiske kong Christian 6., skulle også have en slotskirke. Under planlægningen af byggeriet var det længe tanken, at kirken skulle placeres i selve slottets hovedbygning. Det endte dog med, at kirken blev placeret i en separat bygning, der blev forbundet med selve slottet ved en løngang.
Arkitekten Nicolai Eigtved stod for indretningen af den nye kirke, der blev opført 1738-42 med interiør i rokokostil. Dens opbygning var modelleret efter slotskirken i Versailles og var i øvrigt den samme som i den nuværende slotskirke. Kirkerummet havde to pulpiturer, båret af søjler af norsk og italiensk marmor. Kongestolen var anbragt på den ene kortvæg på andet pulpitur. Lige over for kongestolen på den modsatte kortvæg var alter og prædikestol anbragt og over dem et orgel. Fra den gamle slotskirke havde man overført Hendrik Krocks loftsmaleri af Dommedag, der blev ophængt i loftet i den nye kirke.
Den nye slotskirke blev indviet ved en gudstjeneste søndag 27. november 1740 dagen efter, at kongefamilien var flyttet ind på det første Christiansborg. Herefter blev slotskirken anvendt både til de faste gudstjenester for slottets mange beboere og ved de større ceremonier, der ledsagede mærkedage og begivenheder i kongehuset.
Allerede i 1746 lå det nye Christiansborgs bygherre, Christian 6., på castrum doloris i sin nye slotskirke. Frederik 5.s dronning Louise lå på castrum doloris i slotskirken efter sin død i barselsseng i 1751. Også Frederik 5. selv lå på castrum doloris i slotskirken efter sin død i 1766.
Traditionelt foregik vielsen af kongelige prinser og prinsesser i kongens gemakker på selve slottet, men i 1766 var slotskirken ramme om hele to bryllupper: Prinsesse Sophie Magdalenes bryllup med kronprins Gustav af Sverige og Christian 7.s formæling med Caroline Mathilde af Storbritannien. Sophie Magdalenes bryllup var en såkaldt prokurationsvielse, hvor brudens halvbror Arveprins Frederik var stedfortræder for den svenske prins, mens Christian 7.s bryllup med Caroline Mathilde var en bekræftelse af en lignende prokurationsvielse i Saint James's Palace i London tidligere på året.
1. maj 1767 dannede Christiansborg Slotskirke desuden rammen om Christian 7. og dronning Caroline Mathildes salving, den eneste af enevældens salvinger der ikke foregik i Frederiksborg Slotskirke.
4. april 1784 blev Kronprins Frederik konfirmeret i slotskirken, en begivenhed der blev anledning til kronprinsens kup og magtovertagelse den 14. april 1784.
Det første Christiansborgs slotskirke brændte sammen med hovedslottet ved det første Christiansborgs brand i 1794.

### Det andet Christiansborgs slotskirke
Ved genopførelsen af Christiansborg var det igen på tale at placere slotskirken i slottets hovedbygning, mens ruinen af den gamle slotskirke skulle rives ned. Det endte dog med at genopføre slotskirken på den forrige kirkes plads med anvendelse af en stor del af dens ydermure og skillevægge.
Arkitekten C.F. Hansen stod for genopførelsen og omskabte med enkle midler bygningsresterne fra den forrige kirke til en nyklassicistisk bygning med et centralt kirkerum overdækket med en kuppel. Arbejdet begyndte i 1813, og kirken stod færdig i 1826 – to år før slottet. Den nye slotskirke blev indviet ved en gudstjeneste 14. maj 1826 som en del af 1000-års jubilæet for kristendommens indførelse i Danmark.
Selv om kongefamilien aldrig flyttede ind på det andet Christiansborg og kun brugte det store slot til repræsentation, blev slotskirken dog flittigt anvendt – både som daglig kirke for hoffets ansatte og ved særlige begivenheder i kongefamilien. Få dage efter indvielsen blev Prins Frederik konfirmeret i kirken. I 1828 blev han gift der med Frederik 6.s datter Prinsesse Vilhelmine – en begivenhed der også blev anledning til indvielsen af selve slottet.
Slotskirken undgik ødelæggelse ved det andet Christiansborgs brand i 1884, da den blev standset i forbindelsesbygningen mellem slottet og kirken. Den er dermed den eneste bevarede bygningsdel fra C.F. Hansens Christiansborg.
På trods af branden i 1884, der lagde selve slottet i ruiner, fortsatte slotskirken med at fungere som hoffets kirke. Den benyttedes og benyttes stadig til kirkelige handlinger for kongehusets medlemmer.
Indtil 1926 fungerede slotskirken også som kirke for hoffets ansatte, hvortil også regnedes skuespillere ved Det Kongelige Teater og de ansatte ved Kunstmuseet, Nationalmuseet, Rosenborg og Det Kongelige Bibliotek. I 1935 blev der oprettet et egentligt sogn for slotskirken, der omfattede Slotsholmen, Tivoli, Københavns Rådhus og Københavns Politigård. Sognet blev nedlagt i 1964.

### Branden i 1992
Slotskirken brændte pinsenat 7. juni 1992, da den blev antændt af en vildfaren nødraket under karnevallet. Taget udbrændte, kuppelen styrtede ned i kirkerummet, og en stor del af væggene og interiøret blev ødelagt.
Kirken blev i årene efter genopført, som den havde set ud før branden. Der fandtes ingen tegninger til kuppel- og tagkonstruktionen, men et systematisk bygningsarkæologisk arbejde med registrering af forkullede bygningsdele gav mulighed for at genskabe kuppel- og tagkonstruktionen. Historisk korrekte konstruktionsmetoder blev anvendt under hele genopførelsesprocessen.
Særligt arbejdet med at restaurere og genskabe de indvendige overflader af stukmarmor voldte vanskeligheder, da det ikke kunne udføres af danske håndværkere. En tysk ekspert på området, Manfred Siller, løste opgaven, samtidig med at han oplærte danske stukkatører i den gamle teknik.
Efter endt restaurering blev Slotskirken genindviet den 15. januar 1997 i forbindelse med Dronning Margrethe 2.s 25 års regeringsjubilæum.
Christiansborg Slotskirke har siden genindvielsen dannet rammen om tre større begivenheder i kongehuset: Dronning Ingrids castrum doloris i 2000, Prins Christians dåb i 2006 og Prins Henriks castrum doloris i 2018.

## Kirkebygningen
Christiansborg Slotskirke fremstår efter restaureringen 1992-97 på ny i den form, den havde ved afslutningen af C.F. Hansens genopførelse af kirken i 1826. Kirkens grundform er rektangulær. Kirken er opført af mursten, men ydermurene er pudsede, så den fremtræder som et sandstensbygværk. Vinduer og portaler er af sandsten. Taget og den flade kuppel er kobbertækket.

## Inspiration fra antikken
Christiansborg Slotskirke rummer elementer fra både den græske og romerske arkitektur. Blandt andet kan den sammenlignes med det romerske tempel Pantheon.
Begge bygninger har en kæmpecylinder, som krones af en kuppel, hvilket ses i den romerske arkitektur. Kuplen symboliserer det makro- og mikrokosmiske, altså kuplen symboliserer himlen og gud, hvor solen skinner som guds lys.
Kirken har en græsk inspireret tempelfront, også kaldet portikus, med fire joniske og glatte søjler. Søjlernes kapitæler har volutter og echinus. Pantheon har ikke volutter, men derimod korinthiske kapitæler. Ovenover er der en todelt arkitrav og jonisk kyma. Dette ses også på Pantheon. Dernæst er der en glat frise, og en geison med tandsnit. Derefter er der en tympanon, dog uden udsmykning. Simaen indeholder også tandsnit.
Indvendig fremstår kirkerummet som et romersk tempel. I kirkerummet er der korinthiske pilastre, og søjler med kapitæler udsmykket med akantusblade og små volutter. Ovenover er der en todelt arkitrav og en kyma. Så ses der en glat frise og en geison med tandsnit. Kirkerummet indeholder jonisk inspireret søjler, og en gavltrekant med pynt.
Kirken er mest inspireret af romersk arkitektur, men indeholder stadig de tre trin op til indgangen altså steorobat og stylobat, har fire søjler foran, som er stærkt inspireret fra græsk arkitektur. 

## Kongelige begivenheder i slotskirkens historie
- Københavns Slots slotskirke
  - 1670 – Frederik 3.s castrum doloris
  - 1699 – Christian 5.s castrum doloris
  - 1721 – Dronning Louises castrum doloris
- Det første Christiansborgs slotskirke
  - 1743 – Kronprins Frederik (5.)s bryllup med Prinsesse Louise af Storbritannien[a][16]
  - 1746 – Christian 6.s castrum doloris
  - 1752 – Dronning Louises castrum doloris
  - 1764 – Prinsesse Vilhelmine Carolines bryllup med Arveprins Vilhelm (9.) af Hessen-Kassel
  - 1765 – Kronprins Christian (7.)s konfirmation
  - 1766 – Frederik 5.s castrum doloris
  - 1766 – Prinsesse Sophie Magdalenes bryllup med Kronprins Gustav (3.) af Sverige[b]
  - 1766 – Christian 7.s bryllup med Prinsesse Caroline Mathilde af Storbritannien[c]
  - 1767 – Christian 7. og Dronning Caroline Mathildes salving
  - 1770 – Enkedronning Sophie Magdalenes castrum doloris
  - 1784 – Kronprins Frederik (6.)s konfirmation
  - 1785 – Prinsesse Louise Augustas konfirmation
- Det andet Christiansborgs slotskirke
  - 1826 – Prins Frederik (7.)s konfirmation
  - 1828 – Prins Frederik (7.)s bryllup med Prinsesse Vilhelmine
  - 1835 – Prins Christian (9.)s konfirmation
  - 1860 – Prins Frederik (8.) og Prinsesse Alexandras konfirmation
  - 1870 – Prins Christian (10.)s dåb
  - 1878 – Prinsesse Thyras bryllup med Kronprins Ernst August af Hannover
  - 1887 – Prins Christian (10.) og Prins Carls konfirmation
  - 1891 – Prinsesse Louises konfirmation
  - 1894 – Prins Haralds konfirmation
  - 1896 – Prinsesse Ingeborg og Prinsesse Thyras konfirmation
  - 1897 – Prinsesse Ingeborgs bryllup med Prins Carl af Sverige
  - 1904 – Prins Aage og Prins Axels konfirmation
  - 1904 – Prins Gustavs konfirmation
  - 1906 – Christian 9.s castrum doloris
  - 1908 – Prins Eriks konfirmation
  - 1908 – Prinsesse Dagmars konfirmation
  - 1912 – Frederik 8.s castrum doloris
  - 1930 – Prinsesse Alexandrine Louises konfirmation
  - 1934 – Prins Gorms konfirmation
  - 1935 – Prins Georgs konfirmation
  - 1937 – Prinsesse Alexandrine Louises bryllup med Grev Luitpold til Castell-Castell
  - 1937 – Prins Flemmings konfirmation
  - 1947 – Christian 10.s castrum doloris
  - 1972 – Frederik 9.s castrum doloris
  - 2000 – Dronning Ingrids castrum doloris
  - 2006 – Prins Christians dåb
  - 2018 – Prins Henriks castrum doloris

- Indgang
- Bagside

## Eksterne kilder og henvisninger
- Kongehuset
- Slots- og Ejendomsstyrelsens side om Christiansborg Slotskirke
- Christiansborg Slotskirke hos KortTilKirken.dk
- Christiansborg Slotskirke hos danmarkskirker.natmus.dk (Danmarks Kirker, Nationalmuseet)